# Гичин Фунакоши
Гичин Фунакоши (Gichin Funakoshi) е окинавски карате майстор, смятан за баща на модерното карате-до.

## Биография и творчество
Той представя през май 1922 г. своя стил в Токио и така става първият голям популяризатор на това бойно изкуство. Фунакоши е тренирал и в двата най-популярни стила в Окинава по това време: Шорей-рю (Shorei-ryu) and Шорин-рю (Shorin-ryu). Неговият син Йошитака модернизира стила, като главно добавя удари с крак над пояса.
Учениците му наричат този стил Шотокан (Shotokan), име което произлиза от литературния псевдоним на Фунакоши, с който той подписва стиховете си.
Гичин Фунакоши публикува няколко книги за карате, включително автобиографията си „Карате-до: Моят път в живота“ (Karate-do: my way of life).
При Гичин Фунакоши учат много именити личности, един от които е известният създател на Киокушин (Kyokushin) Карате – Масутацу Ояма (Masutatsu Oyama).
През 1936 г. Гичин Фунакоши установява своето училище Шотокан в Токио. През 1955 той става Главен шеф-инструктор на новосъздадената Японска асоциация по карате – ЯКА (Japan Karate Association – JKA) – пост, който запазва до смъртта си на 26 април 1957, когато е на 88 години.

## Произведения
- Фунакоши, Гичин. Карате Джуцу.   Изток-Запад.
- Фунакоши, Гичин. Двайсетте ръководни принципа на карате.   Изток-Запад, 2006. ISBN 9543212104.